# Otvovice
Otvovice är en ort i Tjeckien.   Den ligger i regionen Mellersta Böhmen, i den centrala delen av landet, 17 km nordväst om huvudstaden Prag. Otvovice ligger 206 meter över havet och antalet invånare är 701.
Terrängen runt Otvovice är huvudsakligen platt. Otvovice ligger nere i en dal. Runt Otvovice är det tätbefolkat, med 762 invånare per kvadratkilometer. Närmaste större samhälle är Prag, 17,3 km sydost om Otvovice. Trakten runt Otvovice består till största delen av jordbruksmark.